# Krostoszowice
Krostoszowice est une localité polonaise de la gmina de Godów, située dans le powiat de Wodzisław en voïvodie de Silésie.